# ۱۶۱۷ (میلادی)
۱۶۱۷ (میلادی) هزار و ششصد  و هفدهمین سال تقویم میلادی است.

## زادگان
- ۹ دسامبر – ریچارد لاولیس، شاعر بریتانیایی (د. ۱۶۵۷)
- ۱۷ اکتبر – دایانیسیو لازری، معمار و مجسمه‌ساز ایتالیایی (د. ۱۶۸۹)

## درگذشتگان
- ۷ مه – دیوید فابریسیوس، ستاره‌شناس آلمانی (ز. ۱۵۶۴)
- ۴ آوریل – جان نپر، ستاره‌شناس، ریاضی‌دان، مخترع، فیزیک‌دان، و الهی‌دان اسکاتلندی (ز. ۱۵۵۰)